# Предизвестена смърт
„Предизвестена смърт“ (на английски: The Ring) е американски свръхестествен филм на ужасите от 2002 г. на режисьора Гор Вербински, по сценарий на Ехрен Крюгер, с участието на Наоми Уотс, Мартин Хендерсън, Дейвид Дорфман, Джейн Александър, Брайън Кокс и Дейви Чейс. Това е римейк на едноименния японски филм от 1998 г. на режисьора Хидео Наката и е базиран на едноименния роман от 1991 г., написан от Коджи Сузуки.
Премиерата на филма е в Съединените щати на 18 октомври 2002 г., и получава най вече позитивни отзиви отколкото критични, които критикуват атмосферата, визуалните ефекти и изпълнението на Уотс. Филмът печели повече от 249 млн. долара в световен мащаб, като производственият му бюджет е 48 млн. долара, който го прави един от най-високобюджените хорър римейкове. Това е първият филм от англоезичната поредица „Предизвестена смърт“, и е последван от две продължения, издадени през 2005 г. и 2017 г.